# Código de familia argelino
El código de familia es una forma jurídica que regula la institución de la familia, así como su relación para con el Estado. En él, podemos encontrar numerosas leyes sobre cuestiones como el matrimonio, divorcio, asuntos tutelares… Esta forma legal se encuentra presente en diferentes países, los cuales han elaborado sus particulares códigos familiares. En el Magreb encontramos por ejemplo el caso de Túnez y Marruecos. Marruecos denomina a este código como Mudawana, la cual sufrió importantes reformas en el año 2004 bajo el reinado de Mohammed VI.
El código de familia argelino es una formulación legal que se encuentra basada en derecho musulmán malikí (al igual que sucede con el caso marroquí).

## Antecedentes históricos
En código de familia en Argelia debe ser entendido y estudiado como una consecuencia del proceso de descolonización. El Estado argelino necesitaba generar un estado fortalecido tras la independencia de 1962, es por ello, que la necesidad de generar la llamada identidad argelina se convierte en una de las prioridades del nuevo gobierno. Esta nueva idea de lo que es ser argelino se establece en gran medida en contraposición a la figura del colonizador francés. 
Este proceso de reformulación identitaria necesita de  narrativas fuertes que ayuden a fortalecer el Estado, por ejemplo: la identidad arabo-musulmana. Esta forma de identidad se mostrará contraria a la realidad laica francesa, que es percibida como una identidad colonial. El Artículo 2 de la Constitución argelina de 1963 recoge que Argelia se declara el islam como la religión oficial del estado, a su vez, el Artículo 3 establece que el árabe es la lengua oficial.
Tras  la independencia de 1962, la identificación de Argelia como un país árabe es notable, el nuevo estado argelino se define a sí mismo como aliado del mundo árabe. Esto se ve reflejado oficial y legalmente en los años 1963-1964. La nueva Constitución reconoce a Argelia como un país arabo-musulmán. Esta afirmación ha causado numerosas revueltas internas a lo largo de las últimas décadas. Por un lado, las primeras reivindicaciones se encuentran relacionadas con el intento de homogeneidad de lo “árabe”, pues Argelia, al igual que muchos países del norte de África, poseen un gran porcentaje de población de origen amazigh. En el caso argelino esta población se encuentra situada mayoritariamente en la región de la Cabilia. Por otro lado, la idea de que la nación argelina se encuentra inherentemente vinculada con la religión es ampliamente discutida por diversos sectores políticos argelinos que desde finales de los años 80 reivindican la creación de un estado laico.

#### Antecedentes del código familiar de 1984
El primer código familiar aprobado en Argelia es el de 1984, no obstante, hubo anteproyectos que fueron finalmente desestimados. El caso más notable es el de 1966. Este proyecto de ley abordaba cuestiones como el consentimiento matrimonial, el cual era indispensable (por parte de ambos cónyuges) para poder aprobar el matrimonio, a su vez, se valoró la idea del divorcio. Se apostaba por la eliminación de la figura del tutor de la esposa, sin embargo, en un proyecto posterior (1981), esta figura fue finalmente reintroducida en el código de 1984.

## El código de 1984
El Código de familia en Argelia fue aprobado finalmente en el año 1984, veintidós años después de la proclamación de la independencia argelina. Numerosas organizaciones argelinas, entre las que destacan múltiples asociaciones feministas, han sido ampliamente críticas con el código desde el mismo momento de su aprobación. Cuestiones como la necesidad de reformación de los artículos sobre el matrimonio, el divorcio… han formado parte del foco de las reivindicaciones de los movimientos feministas en Argelia. Una de las primeras movilizaciones de mujeres argelinas tras la independencia data de 1979, momento en el cual se redactaron los primeros anteproyectos del código de familia. Movimientos como la Asociación para la Igualdad ante la Ley entre las Mujeres y los Hombres, o la Asociación para la Emancipación de la Mujer, fueron fervientes detractoras del código aprobado a principios de los 80, considerando que perpetuaba la desigualdad y la dominación del hombre respecto a la mujer.
El texto se encuentra dividido en cuatro partes diferenciadas, entre las que destacan cuestiones como el matrimonio, el divorcio, la manutención de la descendencia etc.
Los artículos que abordan la cuestión del matrimonio argelino hacen mención a aspectos como la edad de consentimiento para contraer matrimonio. El código de 1984 establece que la edad de consentimiento para contraer matrimonio es de 21 años para el varón y 18 para la mujer. Se recoge la existencia de la figura del tutor matrimonial para el caso de la mujer. Este tutor será el responsable de organizar el matrimonio. La mujer musulmana no podrá contraer matrimonio con hombres no musulmanes. Dentro de las normas que el código estipula para la regulación del matrimonio encontramos dentro del Artículo 39.3 que la esposa debe respetar a la familia del cónyuge.
En lo relativo al divorcio cabe destacar que existe una gran desigualdad a la hora de solicitar la separación matrimonial, mientras que para el esposo es más sencillo recurrir al repudio, para la mujer se recogen siete motivos para solicitar la separación. Entre los que se encuentran el incumplimiento de la manutención, faltas morales, defecto físico, entre otros. La mujer puede “comprar” el divorcio al marido, no obstante, el pago de dicha compensación debe ser consensuada de manera ineludible con el marido.
En lo relativo a la relación con los hijos, si bien la madre posee el derecho de custodia hasta que o bien los hijos varones tengan diez años, o en el caso de las niñas hasta que estas alcancen la edad para contraer matrimonio, los dieciocho años, no es designada como tutora legal de los hijos, esto se reserva para el marido.
El código se encontró con multitud de detractores y opositores desde el mismo momento de su firma, lo que provocó que 13 años más tarde de su aprobación, el gobierno declarase sobre la necesidad de renovación del mismo. Estas modificaciones se encuentran a su vez impulsadas por el contexto internacional, pues Túnez y Marruecos estaban reformando sus propios códigos familiares. En 1992 Hasan II lleva la Mudawana a los ulemas para una posible reforma, la cual fue prácticamente inexistente, no obstante, en el año 2004 su hijo Mohammed VI renueva el código, estableciendo modificaciones como que el matrimonio es de libre decisión, divorcio en igualdad de condiciones, cambia la ley de nacionalidad, permanece la poligamia, pero establece ese principio de que, para casarse con una segunda mujer, el hombre debe adquirir la aceptación de la primera, no obstante, la herencia no se toca. En Túnez en el 1993 se establece la igualdad total de condiciones del hombre y la mujer para divorciarse, desaparece el principio de obediencia de la mujer, se cambia la ley de nacionalidad.

## La renovación del año 2005
En el caso argelino vemos como la reforma demora casi veinte años, en la década de los 2000, casi con diez años de diferencia respecto a lo ocurrido en Marruecos y Túnez. Las principales renovaciones que encontramos dentro del código son:
Decretar que la edad mínima para contraer matrimonio, tanto para hombres como para mujeres es 19 años. Limitaciones a la polémica ley de poligamia, estableciendo que las mujeres deben estar informadas y dar su consentimiento, tanto la primera esposa como la siguiente, para que esto se pueda producir. La cuestión de la poligamia se encuentra vinculada a su vez con el Artículo 53, que amplia los motivos por los que la mujer puede solicitar el divorcio. Entre los tres nuevos casos se encuentra la transgresión de las nuevas normas establecidas respecto a la poligamia.
El régimen de matrimonio cambia de manera radical con la aprobación del Artículo 37 que estipula que cada cónyuge conservará, si así lo quisiese, su patrimonio de origen.
Una de las reformas más destacables es la nueva ley que recoge la legalización de la inseminación artificial. El Artículo 45 bis permite recurrir a la inseminación artificial bajo tres condiciones indispensables: 
1. El matrimonio debe estar recogido de manera legal
2. Ambos cónyuges deben estar de acuerdo, y en plena disposición de llevarlo a cabo.
3. La inseminación debe ser realizada con el esperma del marido y el óvulo de la esposa.

El código de familia recoge la total prohibición del uso de "vientres de alquiler", en cualquier circunstancia.
Respecto a la custodia y la tutela de los hijos, el Artículo 67 del código de familia recoge que el hecho de que una mujer desempeñe un trabajo remunerado fuera del hogar no puede ser utilizado como un argumento en contra de que la mujer mantenga dicha custodia.
Esta renovación del código no ha supuesto el fin de la lucha y la reivindicación por parte de ciertos sectores de la sociedad argelina, entre los que destacan las asociaciones feministas del país, que encuentran estas modificaciones como insuficientes.